# Bénoni Fardel
Bénoni Fardel, né le 9 décembre 1878 à Lille et mort le 18 janvier 1936 à Guesnain, est un joueur de water-polo français, licencié aux Pupilles de Neptune de Lille.
Il compte 4 sélections en équipe de France de water-polo masculin, et remporte la médaille de bronze olympique aux Jeux olympiques d'été de 1900.
Menuisier d'art, il présente au Concours Lépine en 1908 un modèle réduit d'aéroplane.